# General Trias
General Trias est une municipalité de la province de Cavite, aux Philippines.